# Oleksandrivka, Krînîcikî
Oleksandrivka (în ucraineană Олександрівка) este un sat în comuna Boltîșka din raionul Krînîcikî, regiunea Dnipropetrovsk, Ucraina.

## Demografie
Componența lingvistică a localității Oleksandrivka
     Ucraineană (96,51%)
     Bulgară (1,16%)
     Rusă (1,16%)
Conform recensământului din 2001, majoritatea populației localității Oleksandrivka era vorbitoare de ucraineană (96,51%), existând în minoritate și vorbitori de rusă (1,16%) și bulgară (1,16%).